# Irredentismo italiano na Dalmácia

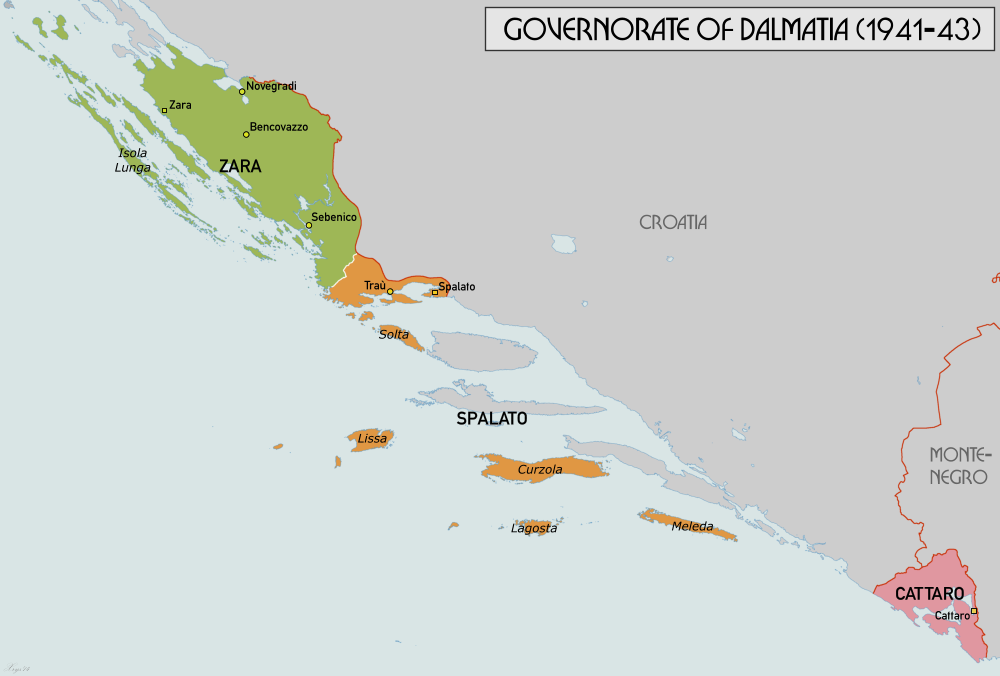
Mapa detalhado das três províncias da Província da Dalmácia, que cumpria as aspirações do irredentismo italiano na Dalmácia

O irredentismo italiano na Dalmácia é o movimento político de apoio a unificação da Dalmácia com a Itália.

## História
O único comprovante oficial sobre a população da Dalmácia vem do censo austro-húngaro de 1867, que mostrou que neste ano haviam 369 310 croatas e 45 000 Italianos na Dalmácia,fazendo dos italianos da Dalmácia 10,8% do total da população da Dalmácia, em meados do século 19.
A Dalmácia era uma região estratégica durante a I Guerra Mundial, e tanto a Itália como a Sérvia pretenderam se aproveitar da Áustria-Hungria e obter controle sobre essa região. A Itália juntou-se aos Aliados da Tríplice Entente em 1915, após assinar o Pacto de Londres que garantia à Itália o direito de anexar uma grande parte da Dalmácia, em troca disso e outras concessões, a Itália entraria na Guerra ao lado dos Aliados. Por volta de 5-6 de novembro de 1918, as forças italianas relataram ter alcançado Vis, Lastovo, Šibenik e outras localidades na costa da Dalmácia. Ao fim das hostilidades em novembro de 1918, os militares italianos tomaram controle de toda a parte da Dalmácia que havia sido garantida para a Itália pelo Pacto de Londres, e em 17 de novembro também tinham tomado Fiume. Em 1918, o Almirante Enrico Milo se declarou Governador da Itália na Dalmácia. Famoso italiano nacionalista Gabriele d'Annunzio apoiou a tomada da Dalmácia e passou a ocupar algumas áreas em um navio de guerra italiano em dezembro de 1918.
A última cidade na Dalmácia com uma significativa presença italiana era a cidade de Zara (agora chamada de Zadar). No censo de 1910 do Império Habsburgo a cidade de Zara tinha uma população italiana de 9 318 (ou 69,3% do total de 13 438 habitantes). A população cresceu para 24 100 de habitantes, dos quais 20 300 eram italianos em 1942, quando era a capital da Dalmácia Italiana.
Em 1943, Josip Broz Tito informou aos Aliados que Zara era um centro logístico para as forças alemãs na Iugoslávia. Ao os enganar sobre a sua importância, ele convenceu os Aliados do significado militar. A Itália se rendeu em setembro de 1943, causando a Guerra Civil Italiana, e ao longo do ano seguinte, especificamente entre 2 de novembro de 1943 e 31 de outubro de 1944, as Forças Aliadas bombardearam a cidade cinquenta e quatro vezes contra as forças italianas da República de Saló.
Cerca de 2 000 pessoas morreram enterradas sob os escombros; 10-12.000 pessoas fugiram e refugiaram-se em Trieste e um pouco mais de 1.000 chegaram à Apúlia.
Os partisans de Tito entraram na cidade em 31 de outubro de 1944 e 138 pessoas foram mortas.
Com o Tratado de Paz de 1947, os italianos que ainda viviam na cidade e na Dalmácia em sua maioria fugiram ou foram forçados a saírem no êxodo Italiano da Ístria e Dalmácia e apenas cerca de 100 Italianos dálmatas permanecem atualmente em Zadar.